# Erinnerungen von Ludolf Ursleu dem Jüngeren
Erinnerungen von Ludolf Ursleu dem Jüngeren ist der Romanerstling von Ricarda Huch, der 1893 in der Besserschen Buchhandlung bei Wilhelm Ludwig Hertz in Berlin erschien.
Als „griesgrämiger Greis“ hat sich der gelernte Jurist Ludolf Ursleu der Jüngere ins Kloster Einsiedeln zurückgezogen und erzählt in dieser Klausur eine Geschichte aus längst vergangenen Jugendzeiten – die der ehebrecherischen Liebe seiner ledigen jüngeren Schwester Galeide Ursleu zu einem verheirateten Cousin, dem Juristen Ezard Ursleu.

## Inhalt
Ludolfs Vater, der begüterte Kaufmann Ludolf Ursleu der Ältere, wirkt in einer norddeutschen Hansestadt. Galeide wird nicht in eine Pension gegeben. Stattdessen nehmen die Eltern Lucile Leroy, eine Erzieherin aus der  französischsprachigen Schweiz, ins Haus. Lucile ist nur reichlich fünf Jahre älter als Galeide. Beide freunden sich an. Ezard und Lucile verlieben sich ineinander. Onkel Harre – das ist der Bruder von Ludolfs Vater – ist gegen die Verbindung seines Sohnes Ezard mit der Katholikin Lucile. Die Ursleus – Ricarda Huch verwendet den Plural die Ursleuen – sind Protestanten.
Ferdinand Olethurm, das ist Ludolfs Urgroßvater mütterlicherseits, hält zwar Onkel Harre „für einen nicht gut konstruierten Menschen“, doch in dem Punkt Heirat ist er mit dem Onkel einer Meinung. Der Urgroßvater sähe nämlich eine Verbindung seines Lieblings Galeide mit Ezard gern. Aber Galeide ist noch ein Kind. Lucile kommt der Forderung Onkel Harres nach Konversion zum Protestantismus nach. Das junge Paar heiratet. Ihr erstes Kind wird nach seinem Großvater Harre benannt.
Mit den Geschäften Ludolf Ursleu des Älteren geht es steil bergab. Galeide will nichts von ihrer ökonomisch vorteilhaften Verheiratung wissen. Das Fräulein verliebt sich in ihren Cousin Ezard. Die Mutter des Erzählers stirbt. Unter den aus Mitteldeutschland angereisten Trauergästen befindet sich Eva, eine jüngere Cousine der Verstorbenen. Eva bleibt und wird von dem „viel älteren“ Witwer Onkel Harre geheiratet. Der Urgroßvater, der Onkel Harre nicht leiden kann, ist anfangs gegen die „abgeschmackte Verbindung“, schließt sich aber dann seiner lieben Galeide an, während die sich Eva zuwendet. Eva bringt Heileke, ein Mädchen, zur Welt.
Der Erzähler fühlt sich zu Eva hingezogen und bespricht mit ihr das Verhältnis ihres Stiefsohnes zu Galeide. Im Gegenzug erfährt er von Eva, wie Ezard ihr sein Herz ausgeschüttet habe. Eva macht sich dazu ihre Gedanken und stellt ihre ältere Schwester Anna Elisabeth an Galeides Seite. Die Gegnerinnen Galeide und Lucide reden zwar noch miteinander, doch Galeide belügt Lucide: Sie liebe Ezard nicht. Galeide sieht ein, sie muss die Stadt verlassen. Zur Enttäuschung des Urgroßvaters besucht sie das Konservatorium in Genf.
Ludolfs Vater, insolvent, begeht Selbstmord. Zum Begräbnis sehen sich Ezard und Galeide wieder. Ezard kommentiert den Tod seines Onkels: „Es ist der erste!“ Ludolf denkt den Gedanken zu Ende: Einer von denen, die gegen die Verbindung Ezards mit Galeide sind, ist nicht mehr.
Anna Elisabeth reist ab. Ezard verkauft das Haus seines Onkels. Der Urgroßvater und Ludolf müssen ausziehen.  Galeide geht in  die Schweiz zurück. Ezard trifft Galeide während einer seiner Geschäftsreisen. Auf die Moralpredigt des Urgroßvaters erwidert Ezard: „Ich liebe Galeiden, und sie liebt mich. Und ich werde nie, nie auf ihre Liebe verzichten,...“
Onkel Harre und Ezard investieren ihr Vermögen größtenteils in die Neuinstallation der maroden städtischen Wasserleitung. Das Projekt stagniert wegen fehlender Unterstützung durch die zuständigen örtlichen Behörden. Als in der Stadt die Cholera ausbricht, weist die Öffentlichkeit Onkel Harre und Ezard Schuld wegen des nicht vollendeten Wasserleitungsprojektes zu. Heileke erkrankt, übersteht aber die Seuche. Onkel Harre erschießt sich. Ludolfs Frage im Beisein des trauernden Ezard zu diesem einen der zahlreichen Sterbefälle im Roman lautet: „...ist dies der zweite?“
Eva lebt mit ihrem Kinde besonders enthaltsam. Lucile wendet sich von Ezard ab. Galeide beendet das Genfer Konservatorium mit Erfolg und gibt unter anderen in der Vaterstadt ein Konzert. Den Erlös spendet sie der seuchengeplagten Stadt. Lucile weicht vor Galeide nicht zurück; bleibt in der Stadt. Nach dem Konzert begegnen sich Galeide und Ezard wieder. Der Großvater will „geschwisterliche Freundschaft“ sehen, doch der Erzähler weiß es besser, wenn er den „seligen Glücksschimmer“, der von den beiden Turteltauben ausgeht, registriert. In der Tat, Ezard bittet Lucile, in die Scheidung einzuwilligen. Sie weigert sich. Ezards und Luciles zweites Kind, ein kleines Mädchen, erkrankt an der Cholera und stirbt. Ungeheuerlich – Galeide wünscht Lucile den Tod. Lucile erkrankt an der Seuche und stirbt. Ezard und Galeide fallen sich in die Arme und weinen. Dazu Ludolf, an entscheidenden Kapitelenden – so auch hier – auf das Ende seiner Story blickend: „Ezard und Galeide sind Staub wie sie, die um ihretwillen gestorben und verdorben ist...“
Ludolf und seine Schwester überführen die sterblichen Überreste Luciles in die Schweiz. Nach der Beerdigung bittet Luciles Mutter die beiden Gäste aus Norddeutschland, noch ein wenig zu bleiben. Der Grund: Luciles Bruder Gaspard hat sich in den Kopf gesetzt, Galeide zu heiraten. Galeide verliebt sich tatsächlich in den mehrere Jahre jüngeren „schweizerischen Landwirt“. Die beiden Gäste ergreifen die Flucht nach Norddeutschland. Gaspard, hartnäckig, denkt an einen Gegenbesuch.
Mit Ezards Geschäften geht es aufwärts. Er kauft das Haus des Onkels zurück. Der Urgroßvater, Galeide und Ludolf ziehen ein. Galeide will sich mit Ezard kirchlich trauen lassen. Gaspard kündigt seinen Besuch an. Ludolf will ihm abschreiben. Galeide sehnt den neuen Geliebten herbei. Sie möchte ihn sehen und sodann sterben. Genau so geschieht es. Gaspard kommt. Galeide will für ihn alles tun; fragt, ob sie aus dem Fenster springen solle. Der Gast bejaht. Galeide springt in den Tod.
Der Urgroßvater stirbt im Alter von über neunzig Jahren. Ludolf weint an seinem Grabe wie ein Kind. Eva zieht mit Heileke zu ihren Verwandten. Ezard zieht mit seinem Sohn Harre in Ludolfs Vaterhaus und ist als Advokat tätig. Bereits im Alter von fünfzig Jahren stirbt Ezard „an einer bösartig verlaufenden Erkältungskrankheit“.
Ludolf gesteht dem Leser, er habe Ezard geliebt: „Dieser hätte ich sein mögen!“

## Selbstzeugnisse
Ricarda Huch schreibt  an Joseph Victor Widmann zum Ursleu
- am 17. Juli 1893: „Bitte bewahren Sie diesem meinem Liebling eine wohlwollende Gesinnung.“[10]
- am 17. September 1893 nach dem Erscheinen des Romans: „Mir ist nicht ganz geheuer dabei...“[11]
- und am 23. September 1893, sie habe „bei der Abfassung“ ihres  „bedenklichen Romanes nie an Nietzsche gedacht“.[12]

## Form
Der Leser aus dem 21. Jahrhundert mag Ludolfs Syntax als geschraubt empfinden. Nichtsdestoweniger legt Ludolf gleich zu Romanbeginn die Karten auf den Tisch: „Ich wollte ein Weltmann sein und war ein Tor; einer, der zu leben weiß, wollte ich sein und lernte nichts als frühzeitiges Absterben.“ Später schätzt er sich als träge und flüchtig ein. Die Außenstehende Anna Elisabeth durchschaut Ludolf; hält ihn nicht für fähig, ein Vermögen zu erwirtschaften. Ludolf meint, er liebe Anna Elisabeth und möchte sie heiraten. Als Verwaltungsbeamter bezieht er inzwischen zwar „einen leidlich guten Gehalt“, muss davon aber noch Schulden aus der Studentenzeit begleichen.
In lichten Momenten sieht Ludolf nicht nur sich real. So schätzt er seine Schwester „bei aller Zartheit doch“ als „höchst derbe und gewalttätige Natur“ ein.
Ludolf gibt Nebengeschichten zum Besten – etwa während seiner vierjährigen Studienzeit die verunglückten Kontaktaufnahmen zum anderen Geschlecht. Das schöne Gesicht seiner angebeteten Georgine etwa wird von einem „niedrigen Wicht“ mit „ätzender Schwefelsäure“ verunstaltet. Die verarmte russische Studentin Vera isst und trinkt sich auf Ludolfs Kosten durch und erweist sich als bereits mit einem ebenfalls hungernden russischen Studenten verehelicht. Auch Jahre später, zu Zeiten der Cholera (siehe oben) erzählt Ludolf noch von so etwas wie einer unglücklichen Liebe. Die reichlich 20-jährige, verwaiste, vermögende Flore Lellalen lässt Ludolfs Annäherung zu, weist ihn aber dann zurück, reist nach Übersee und stirbt an der Cholera.
Wesentliche Handlungsverläufe werden meistens angekündigt. So wird die Garstigkeit von Luciles jüngeren Bruder Gaspard, der sich zu Romanende als einer der Verderber der Familie Ursley erweist, bereits zu Romanbeginn herausgearbeitet. Und im 15. der 34 Romankapitel möchte der Erzähler Galeide und Ezard vorab „ein liebendes Wort ins Grab hinunterrufen“. Als Ludolf die Einladung, noch länger in der Schweiz zu bleiben, annimmt, erzählt er: „So blieben wir zu unserm Verderben.“
Ricarda Huch macht sich über die Aversion der Deutschen gegen die Franzosen lustig: Galeide soll „die scheu verehrte Sprache der... verhaßten Nachbarn erlernen“.
Die Autorin aus Braunschweig bietet realistische Bilder des ihr vertrauten Harzgebirges, nennt „eine hochaufgeschossene Fingerhutpflanze voll rosenroter Blüten“.

## Rezeption
- Baumgarten behauptet 1964: „...wie keiner ihrer [Ricarda Huchs] späteren Romane ist dieser eine Selbstdarstellung. Die Übereinstimmung der Hauptfigur, die sie Galeide nennt, ist eindeutig... Auch das äußere Geschehen entspricht im großen und ganzen den Tatsachen, die die Geschichte der Huchschen Familie kennzeichnen...“[20]
- Adler[21] sieht Relationen zum Impressionismus.
- Liska äußert sich zur Unvereinbarkeit und „Widersprüchlichkeit“, also zur „Heterogenität“ von Ludolfs „Urteil“; spricht von „Unberechenbarkeit und Subjektivität des Erzählers“[22]; diskutiert die Rezeptionsgeschichte – während der jene Statements Ludolfs „über Liebesverrat und Schuld“[23] vornehmlich als Bezugspunkte gedient hätten.[24]
- Tebben geht auf „die hochexplosive Liebesbeziehung“[25] Galeide-Ezard, „gebrochen im Prisma der erzählten Meinung“[26], ein und bringt Schopenhauers Welt als Wille und Vorstellung sowie daraus seine Metaphysik der Geschlechtsliebe[27] ins Spiel. Zudem nennt Tebben Argumente einiger Interpreten aus dem 20. Jahrhundert.
- Sprengel erwähnt Ludolf als Mittel zur Distanzierung Ricarda Huchs und seine „altväterisch-manierierte Sprache“[28].

## Buchausgaben
- Ricarda Huch: Erinnerungen von Ludolf Ursleu dem Jüngeren. Roman. Mit einem Nachwort von Günter Adler. 348 Seiten. Insel-Verlag, Leipzig 1989, ISBN 3-7351-0131-3 (verwendete Ausgabe)